# حبيبة أليفة اللازورد
حبيبة أليفة اللازورد (بالإنجليزية: Azurophilic granule) هي كائن خلوي قابل للصبغ بسهولة مع صبغة رومانوسكي. في خلايا الدم البيضاء وفرط الكروماتين، يضفي التلوين تلويناً بورجوندي أو ميرلوت. تشتهر الخلية المتعادلة على وجه الخصوص باحتوائها على أليفة اللازورد المحملة بمجموعة متنوعة من الديفنسين المضاد للميكروبات التي تندمج مع فجوات بلعمة. قد تحتوي أليفة اللازورد على ميلوبيروكسيداز وفوسفوليباز A2 وهيدرولاز حمضي وإيلاستاز وديفنسين وبروتييز السيرين المتعادل وبروتين مبيد للجراثيم / زيادة النفاذية وليزوزيم وكاثيبسين G وبروتيناز 3 وبروتيوغكان.[بحاجة لمصدر]
تعرف حبيبات أليفة اللازورد أيضا باسم "الحبيبات الأولية".
علاوة على ذلك، قد يشير مصطلح "أليفة اللازورد" إلى نوع فريد من الخلايا، يتم تحديده فقط في الزواحف. تتشابه هذه الخلايا في الحجم مع ما يسمى بالخلايا غير المتجانسة ذات السيتوبلازم الوفير الذي يكون حبيبياً ناعماً إلى خشناً وقد يحتوي أحياناً على فجوات. قد تضفي الحبيبات لوناً أرجوانياً على السيتوبلازم، خاصة إلى المنطقة الخارجية. في بعض الأحيان، لوحظت أليفة اللازورد مع السيتوبلازم فراغ.